# Theobroma sinuosum
Theobroma sinuosum es una especie de árbol descrita por José Antonio Pavón y Jiménez, perteneciente al género Theobroma y la familia Malvaceae.

## Descripción
Son árboles de hoja perenne, con crecimiento pseudoapical, en el cual el nuevo crecimiento se da a partir de las yemas que se encuentran por encima del espiral de las ramas plagiotrópicas. Posee germinación de tipo hipógeo criptocotilar.

### Semillas
Sus semillas cuentan con una viabilidad muy reducida y por ende requieren de una alta humedad y temperaturas óptimas. No cuenta con latencia, la semilla tiende a germinar dentro de la vaina.
Las semillas de este género son usadas por ser una rica fuente de aceite (50%), almidón (15%) y proteínas (15%).

## Taxonomía
| Theobroma sinuosum  | Taxonomía                    |
| ------------------- | ---------------------------- |
| Dominio (biología): | Eucariotas                   |
| Reino (biología):   | Plantae                      |
| Filo:               | Tracheophyta                 |
| Clase (biología):   | Equisetopsida                |
| Subclase:           | Magnoliidae                  |
| Superorden:         | Rosanae Takht                |
| Orden (biología):   | Malvales                     |
| Familia (biología): | Malvaceae                    |
| Género (biología):  | Theobroma                    |
| Especie:            | Theobroma sinuosum           |
|                     | José Antonio Pavón y Jiménez |

## Distribución
Esta especie es nativa de Sur América, se encuentra distribuida en el Norte de Brasil y en Perú.

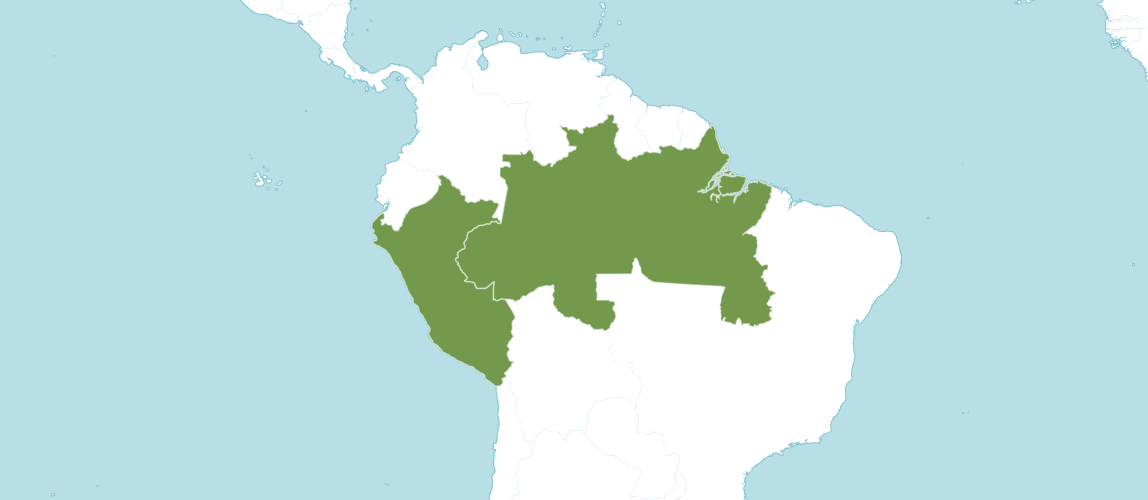
Distribución actual de la especie Theobroma sinuosum

## Habitat
Se encuentra en los trópicos cálidos, húmedos, de tierras bajas, con precipitaciones anuales entre los 2.000 a 8.000 mm y temperaturas entre los 20 a 30 °C. Es una planta muy sensible a estaciones de sequía.